# Raymond Danon
Raymond Danon (Párizs, 1930. április 14. – Párizs, 2018. október 10.) francia filmproducer.

## Filmjei
- Maigret és a gengszterek (Maigret voit rouge) (1963)
- Robbantsunk bankot! (Faites sauter la banque!) (1964)
- A bérgyilkos halála (La mort d’un tueur) (1964)
- Monsieur (1964)
- Les gorillas (1964)
- Égiháború (Le tonnerre de Dieu) (1965)
- Egy milliárd a biliárdasztalban (Un milliard dans un billard) (1965)
- Egy kis bunyó Párizsban (Du rififi à Paname) (1966)
- Apa útja (Le voyage du père) (1966)
- Le jardinier d’Argenteuil (1966)
- Szólítson ügyvédnek (Monsieur le Président Directeur Général (Appelez-moi Maître)) (1966)
- A nagy vakáció (Les grandes vacances) (1967)
- Üldözési mánia (Diaboliquement vôtre) (1967)
- Az élet dolgai (Les choses de la vie) (1970)
- Baleset a tengerparton (Qui?) (1970)
- A hölgy az autóban szemüveggel és puskával (The Lady in the Car with Glasses and a Gun) (1970)
- Sátáni ötlet (Max et les ferrailleurs) (1971)
- Fennakadva a fán (Sur un arbre perché) (1971)
- A macska (Le Chat) (1971)
- Valaki az ajtó mögött (Quelqu'un derrière la porte) (1971)
- Özvegy Coudercné (La veuve Couderc) (1971)
- A vénlány (La vieille fille) (1972)
- A szuka (Liza) (1972)
- Az asszony és az elítélt (Le droit d’aimer) (1972)
- A bajhozó (La scoumoune) (1972)
- Sokkos kezelés (Traitement de choc) (1973)
- Égő pajták (Les granges brûlées) (1973)
- A vonat (Le train) (1973)
- A Saint-Paul órása (L’horloger de Saint-Paul) (1974)
- Különös háromszög (Les seins de glace) (1974)
- Vincent, Francois, Paul és a többiek (Vincent, François, Paul… et les autres) (1974)
- A harmadik fokozat (La faille) (1975)
- Akasztanivaló bolond nő (Folle à tuer) (1975)
- Zsaru-történet (Flic Story) (1975)
- Vadember (Le sauvage) (1975)
- A cigány (Le Gitan) (1975)
- A bíró és a gyilkos (Le juge et l’assassin) (1976)
- Programozott áldozatok (L’ordinateur des pompes funèbres) (1976)
- Mint a bumeráng (Comme un boomerang) (1976)
- A férfi, aki mindig sietett (L’homme pressé) (1977)
- Előttem az élet (La vie devant soi) (1977)
- A Sant Souci-i járókelő (La passante du Sans-Souci) (1982)
- S.A.S. à San Salvador (1983)
- Öldd meg a bírót (À mort l’arbitre!) (1984)
- Tizennégy állomás (Catorce estaciones) (1991)